# Nikolaus Schwarzkopf

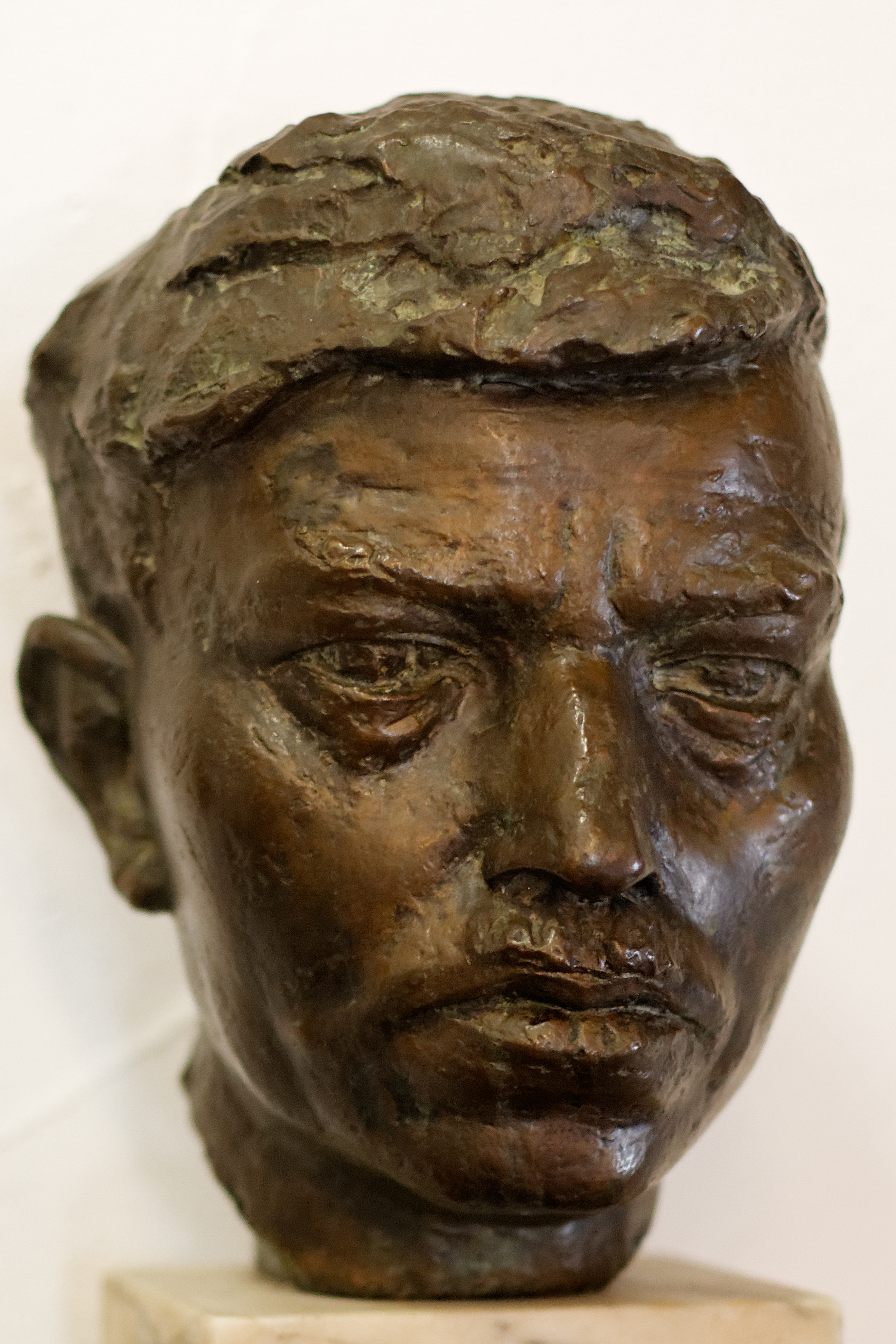
Büste von Nikolaus Schwarzkopf im Töpfermuseum Urberach

Nikolaus Schwarzkopf (* 27. März 1884 in Urberach; † 17. Oktober 1962 in Darmstadt) war ein deutscher Schriftsteller.

## Leben
Nikolaus Schwarzkopf wurde 1884 als Sohn einer Näherin und eines Pflasterers geboren. Seine Jugend- und Studienjahre fielen noch in die Regierungszeit des letzten deutschen Kaisers. Er wurde Lehrer in Mainz, Neckarsteinach und Ockenheim. Dabei lehnte er es ab, Schüler mit dem Stock zu züchtigen (wie es seinerzeit üblich war und von Lehrern erwartet wurde). Er glaubte an das Gute in seinen Schülern und daran, dass man durch Bildung die Menschen zu einem würdigeren Leben führen könne. Dann fing er an, kleinere Geschichten zu schreiben und wurde Schriftsteller. Daher ließ er sich 1924 vorzeitig pensionieren und zog nach Darmstadt um. Dort – in der Nähe seines Heimatdorfes – entstanden in der Zeit der Weimarer Republik seine wichtigsten Werke. Diese wurden  so erfolgreich, dass er seinen Lehrerberuf aufgeben und sich ganz seiner literarischen Arbeit widmen konnte. Es entstand u. a. sein bedeutendstes Werk, „Matthias Grünewald“, für das er 1930 den Georg-Büchner-Preis erhielt.
Viele seiner anderen Bücher wurden in dieser Zeit immer wieder neu aufgelegt. Nikolaus Schwarzkopf, geprägt vom ländlichen Katholizismus seines Geburtsortes Urberach, der heute ein Stadtteil Rödermarks ist, forderte soziale Gerechtigkeit von Kirche und politischen Parteien gleichermaßen, besonders aber Bildungschancen für jedermann.
Nach der Machtergreifung Hitlers wurden ihm sehr bald die Grenzen offenbar, an die seine Ideale stießen. Obwohl Nikolaus Schwarzkopf ein positiver und in die Zukunft blickender Mensch war, hinterließen doch der frühe Heimgang seiner ersten Frau, der Kriegstod eines Sohnes, der Verlust einer Hand durch Kampfhandlungen und der kurzzeitige Wohnsitzwechsel nach Berlin, in welches er während des Dritten Reiches auf Anraten von wohlmeinenden Freunden hingezogen war, um in der Anonymität unterzutauchen und der Aufmerksamkeit der nationalsozialistischen Machthaber zu entgehen, ihre Spuren.
Nach dem Zweiten Weltkrieg zog er erneut nach Darmstadt, wo er den Rest seines Lebens verbrachte. Dort versuchte er, seinem Lebenswerk „Matthias Grünewald“ eine reifere Form zu geben, schrieb kleine Erzählungen und überarbeitete alte Texte.
Nikolaus Schwarzkopf wurde auf dem Alter Friedhof (Darmstadt) von Darmstadt bestattet (Grabstelle: III K 139e).

## Auszeichnungen
- 1930 Georg-Büchner-Preis[1]
- 1954 Ehrenbürger der Gemeinde Urberach (heute Stadtteil von Rödermark)[2]

## Werke
- Greta Kunkel, 1913, Stuttgart
- Das kleine Glück, 1915, Stuttgart
- Maria vom Rhein, 1919, München
- Matthias Grünewald, 1920, München
- Das Walzerdörfchen, 1920, Essen
- Riesele, 1920, München
- Die Häfner aus dem Erbseneck, 1923, Köln
- Vor dem Isenheimer Altar, 1923, Berlin
- Das Domkind, 1925, Mönchen-Gladbach
- Mein erstes Geschichtenbuch, 1925 Leipzig
- Judas Iskariot, 1925 Köln
- Der schwarze Nikolaus, 1925 Leipzig
- Dürer: Kupferstichpassion, 1927 Berlin
- Amorsbronn, 1928 München
- Flickdich oder die rheinischen Spatzen, 1929 Frankfurt
- Der Barbar, 1930 München
- Die silbernen Trompeten, 1935 Berlin
- Mein Leben, 1935 Berlin
- Der Storch, 1938 München
- Das weinselige Dorf, 1940 Leipzig
- Grünewald, 1941 Prag (in tschechischer Sprache)
- Der Feldhäfner, 1941 München
- Die Urberacher, 1943 Köln
- Musik am Sonntag, 1948 München
- Matthis der Maler, 1953 Augsburg und Darmstadt
- Die Störche von Urberach, 1954 Rothenburg/Tauber